# 제임스 크래프츠

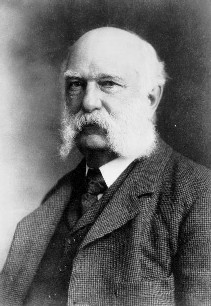

제임스 크래프츠(James Crafts, 본명: 제임스 메이슨 크래프츠, James Mason Crafts, 1839년 3월 8일 ~ 1917년 6월 20일)는 미국의 화학자였으며, 1876년 샤를 프리델과 함께 프리델-크래프츠 알킬화 및 아실화 반응을 개발한 것으로 주로 알려져 있다.